# Natalscia warreni
Natalscia warreni là một loài chân đều trong họ Philosciidae. Loài này được Collinge miêu tả khoa học năm 1917.